# Martin Van Buren
Martin Van Buren (Kinderhook, 5. prosinca 1782. – Kinderhook, 24. srpnja 1862.), isto tako poznat po nadimku Old Kinderhook, je američki političar poznat po tome što je bio 8. po redu predsjednik SAD.
Van Buren je prvi predsjednik koji se rodio kao američki državljanin, i jedini kome engleski nije bio materinji jezik. U njegovom rodnom mjestu Kinderhook, kao i u obitelji lokalnog gostioničara gdje je odrastao, se umjesto toga govorio nizozemski.
Nakon što se školovao u lokalnoj školi, godine 1796. je otišao u New York studirati pravo. Studij je završio godine 1802, a sljedeće godine je primljen u lokalnu odvjetničku komoru.
Van Buren se kao odvjetnik obogatio i stekao dovoljno poznanstava da bi se počeo baviti politikom. Godine 1808. je imenovan za upravnika okruga Columbia u državi New York, a od 1813. do 1821. je bio član Senata države New York.
Godine 1821. Van Buren je izabran u federalni Senat. Tamo se s vremenom počeo povezivati s frakcijom Demokratsko-republikanske stranke vezanom uz budućeg predsjednika Andrewa Jacksona. Godine 1829. je izabran za guvernera New Yorka, ali je na tu funkciju odmah podnio ostavku kako bi postao državni tajnik u prvoj Jacksonovoj administraciji.
Godine 1832. na prvoj demokratskoj konvenciji, izabran je za potpredsjedničkog kandidata, te je preuzeo tu funkciju nakon Jacksonove izborne pobjede.
Iako Van Buren kao Njujorčanin i zbog nejasnih stavova prema ropstvu nije bio popularan na Jugu, relativno je lako osigurao demokratsku nominaciju 1836. godine zahvaljujući Jacksonovoj potpori. Protiv sebe je imao čak tri kandidata nove oporbene stranke Vigovaca - koji su se bili nadali da Van Buren neće uspjeti osvojiti većinu elektora, te da će, slično kao i 1824. godine, o predsjedniku odlučivati Kongres. Međutim, zahvaljujući Jacksonovoj karizmi te izvrsno organiziranoj demokratskoj partijskoj mašineriji, Van Buren je glatko izabran na predsjedničku dužnost.
Ubrzo se pokazalo kako Van Buren - iako spretan partijski političar i manipulator - nema karizmu niti državničke spsoobnosti svog slavnog prethodnika. SAD je 1837. godine pogodila velika ekonomska kriza, a ispostavilo se da federalna vlada ne raspolaže ovlastima niti instrumentima kako bi je suzbila. Iste je godine Van Buren stekao veliku nepopularnost jer je odbio formalni zahtjev Teksasa da se pripoji SAD.
Iako je 1840. godine zahvaljujući svojoj partijskoj mašineriji lako izabran za demokratskog predsjedničkog kandidata, većina glasača se opredijelila za vigovskog kandidata Williama Henryja Harrisona.
Van Buren se nastojao vratiti u Bijelu kuću, ali je pokušaj da to učini 1844. godine zaustavljen već na samoj demokratskoj konvenciji. Četiri godine kasnije je uspio dobiti nominaciju abolicionističke Stranke slobodnog tla, ali nije dobio nijedan glas u elektorskom kolegiju.
Nakon toga je skoro u potpunosti nestao iz politike, iako je na 1860. godine pokušao spriječiti izbor Abrahama Lincolna za predsjednika držeći da bi to dovelo do secesije južnih država i razbijanja američke Unije. Međutim, kada je Lincoln izabran, principijelno je podržao njegovu politiku usmjerenu prema očuvanju jedinstva zemlje.